# Илларионов, Сергей Иванович
Серге́й Ива́нович Илларио́нов (30 мая 1923 — 15 февраля 2015) — советский дипломат. Чрезвычайный и полномочный посол.

## Биография
Участник Великой Отечественной войны. Член ВКП(б)/КПСС с 1944 года, затем КПРФ с 1991 года. Окончил Военный институт иностранных языков (1948) и экономический факультет Московского государственного университета. Кандидат экономических наук, доктор информатики и менеджмента. На дипломатической работе с 1956 года.
- В 1956—1961 годах — сотрудник Управления по проблемам ограничения вооружений и разоружения МИД СССР.
- В 1961—1965 годах — сотрудник Посольства СССР в Индии.
- В 1965—1979 годах — советник-посланник СССР в Пакистане, сотрудник центрального аппарата МИД СССР.
- В 1979—1985 годах — проректор Дипломатической академии МИД СССР.
- В 1985—1989 годах — чрезвычайный и полномочный посол СССР в Танзании[1].

С 1989 года — в отставке.

## Награды
- Орден Красной Звезды.
- Орден «Знак Почёта».
- Орден Дружбы народов.
- Орден Трудового Красного Знамени.